# بوتا سوت
بوتا سوت (بالإنجليزية: World Today)‏ هي صحيفة يومية من كوسوفو، ينشرها في الأصل أعضاء من الشتات الكوسوفي في سويسرا.

## التاريخ
تم نشر بوتا سوت بواسطة شركة ميديا برنت ويملكها جودت مركاج (Xhevdet Mazrekaj)، وهو رجل أعمال مغترب. صدرت الصحيفة لأول مرة في عام 1995، ونُشرت في البداية في الخارج فقط. تدعم الصحيفة في الافتتاحية الحزب الديمقراطي لألبانيا ودعمت رئيسين سابقين لكوسوفو من هذا الحزب، إبراهيم روجوفا وسالي بيريشا.
تم اغتيال عدد من صحفيي الصحيفة وأبرزهم شيميل مصطفى، صحفي ومستشار الرئيس روغوفا، اغتيل في نوفمبر 2000. وأيضاً أغتيل الصحافي بكيم كاستراتي في أكتوبر / تشرين الأول 2001 مع رجلين آخرين كانا في سيارته في ذلك الوقت في قرية لاوسا بالقرب من بريشتينا. وعندما كتب بارديل أجيتي مقالات افتتاحية يومية لـ بوتا سوت، تدعم حملة مكافحة الجريمة التي تشنها السلطات الدولية في اعتقال أعضاء سابقين في جيش تحرير كوسوفو (KLA). تم إطلاق النار عليه من قبل قتلة مجهولين في يونيو 2005.

## روابط خارجية
- Bota Sot - طبعة على الإنترنت